# Pontiaan van Hattem
Pontiaan van Hattem (* 16. Januar 1641 in Bergen op Zoom; † September 1706 ebenda) war ein niederländischer Theologe und Religionsphilosoph des „goldenen Zeitalters“. Zunächst als calvinistischer Pastor wirkend, entfernte er sich ab 1680 – beeinflusst durch die Thesen des Philosophen Baruch de Spinoza – ideologisch von der Hauptkirche und wurde schließlich von dieser des Amtes enthoben. Es gelang ihm in der Folge, mit seinen religiösen Ansichten zahlreiche Anhänger zu gewinnen, die Hattemisten genannt wurden. Nach seinem Tod sahen sie sich zunehmender Verfolgung und Repression ausgesetzt, sodass van Hattems Bewegung zur Mitte des 18. Jahrhunderts verschwand.

## Leben

### Herkunft, Ausbildung und berufliches Wirken
Er war der Sohn von Diederik van Hattem und Johanna Muyshondt. Im Alter von 20 Jahren immatrikulierte er sich für ein Studium der Theologie an der Universität Leiden. Später hörte er auch Vorlesungen an der hugenottischen Académie de Saumur in Frankreich sowie der University of Oxford in England.
Am 31. Juli 1672 wurde er zum neuen Pastor der Gemeinde von Sint Philipsland in der Provinz Zeeland gewählt. Er trat dieses Amt am 11. Oktober desselben Jahres an. Die Kirche des Ortes war erst vier Jahre zuvor errichtet worden. Van Hattem galt als friedfertiger und bescheidener Kirchendiener. Er predigte leidenschaftlich – sogar an Christi Himmelfahrt, was zuvor unüblich war – und war sehr engagiert, wodurch er sich in der Gemeinde große Beliebtheit erwarb. 1676 gründete er eine Filialkirche in Brouwershaven auf der benachbarten Insel Schouwen-Duiveland.

### Entlassung und Leben als freier Prediger
Nachdem bereits längere Zeit entsprechende Gerüchte kursiert waren, wurden am 2. Juli 1680 seitens des Classis – einer Art regionaler Kirchenverwaltung – erstmals öffentlich Vorwürfe gegen van Hattem dahingehend erhoben, er falle von der allgemeinen Lehre ab. Dieser ging zunächst von einem Missverständnis aus und vermutete, dass seinen Anklägern falsche Informationen vorlägen. Daher bat er von sich aus um einen Kontrollbesuch einer Kirchenvertreter-Delegation, der dann auch am 9. und 10. Juli stattfand. Van Hattem hielt den Besuchern auf ihren Wunsch hin 14 Vorträge über den Heidelberger Katechismus sowie den Kort Begrip, der eine vereinfachte und verkürzte Form desselben darstellt, um ihnen beispielhaft seine Glaubensauffassung zu erläutern. Die Präsentation verlief jedoch zu seinen Ungunsten und der Classis suspendierte ihn am 2. Oktober 1680 von seinem Amt als Pastor.
Der örtliche Ambachtslehnsherr, der ein erhebliches Mitspracherecht bei der Auswahl von Pastoren hatte, schaltete sich zugunsten van Hattems bei den säkularen Behörden (Gecommitteerde Raden) von Zeeland ein. Sie sahen wenig angerichteten religiösen Schaden, hoben die Suspendierung auf und verwiesen den Fall zurück an den Classis. Daraufhin holte dieser fachliche Beratung von den theologischen Fakultäten der Universität Leiden sowie der Universität Utrecht ein. Insbesondere die Utrechter Professoren bewerteten van Hattems Ansichten als heterodox. Daraufhin suspendierte ihn der Nominierungsausschuss – in dem sowohl geistliche als auch weltliche Vertreter saßen – am 27. Februar 1681 erneut.
Abermals hoben die weltlichen Behörden den Beschluss auf und stellten ihn wieder ein. Am 27. oder 29. Mai 1683 wurde van Hattem vom Provinz-Coetus in Middelburg – dem zwei Classis-Mitglieder und zwei Behördenvertreter angehörten – endgültig suspendiert und aus Zeeland verbannt. Er reagierte mit Passivität und Zurückhaltung auf die Entscheidung, was auch ein Charakteristikum seiner Lehre darstellte, und kehrte in seine nahe Heimatstadt Bergen op Zoom als Exil zurück, wo er den Schutz des Stadtrates genoss.
In den folgenden 23 Jahren hielt er zahlreiche Konventikel ab. In Zeeland wurde sein Wirken 1692 verboten und sowohl Druck als auch Verteilung seiner Schriften untersagt. Wenig später bestätigten die Generalstaaten diesen Beschluss, der allerdings kaum weitere negative Konsequenzen für van Hattem nach sich zog. Er unternahm ausgedehnte Predigt-Reisen bis nach Den Haag und Amsterdam und konnte dadurch sowie durch vielfältige Korrespondenzen eine beachtenswerte Anhängerschaft gewinnen, die als Hattemisten bekannt wurde. Pontiaan van Hattem verstarb im September 1706 im Alter von 65 Jahren und wurde am 13. September beerdigt.

### Religiöse Lehre
Durch ihren mystischen Charakter sprach die Lehre Spinozas insbesondere protestantische Freigeister an – als van Hattems Zeitgenossen, die ebenfalls auf Spinoza zurückgreifende weltanschauliche Konzepte entwickelten, sind beispielsweise der Amsterdamer Philosoph Willem Deurhoff (1650–1717) und der Pastor Frederik van Leenhof († 1712) aus Zwolle zu nennen.
Pontiaan van Hattem wurde insbesondere von Spinozas Ideen bezüglich der autonomen Vernunft beeinflusst und ließ in seine Predigten auch mystische und pietistische Elemente einfließen. Der Hauptgrund für seine Entlassung war, dass er nach Ansicht der Kirchenvorsteher pantheistische Überlegungen verbreitete und von der offiziellen Doktrin bezüglich Abbitte und Sühne abwich. Gemäß van Hattems antinomistischer Theologie leben Christen nicht unter Gottes Gesetz, sondern unter seiner Gnade. Er wandte sich dementsprechend dagegen, dass Erlösung dadurch erreicht werden könne, dass man sich dem göttlichen Recht unterwirft. Ferner habe der Mensch keinen freien Willen, weshalb er sich nicht selbst schaden könne, und könnte außerdem nicht gegen den Willen Gottes handeln, weshalb er kein sündiges Wesen sei. Abgeleitet aus diesen Thesen glaubte van Hattem nicht an die Erbsünde. Er eiferte gegen legalistische Predigten und insistierte, dass Christen die Befreiungsgedanken ernster nehmen sollten. Darüber hinaus sprach sich gegen den Konfessionalismus und für eine komplette Toleranz aller Gläubigen aus und vertrat die Ansicht, dass Gebete den Gläubigen keine Vorteile seitens Gottes bescheren würden. Für die Calvinisten kamen seine Ideen Libertinismus oder gar Atheismus gleich.
In späteren Jahren hatte van Hattem ein ambivalenteres Verhältnis zur Lehre seines Vorbildes. So entwickelte er unter anderem eine erkenntnistheoretische Kritik an Spinozas Behauptung, dass der Mensch gleichzeitig seiner selbst, Gottes und der Natur bewusst sein könne. Diese Kritik kann als Radikalisierung von Spinozas Kritik an der Descartes’schen These gesehen werden, dass es – korrelierend zur unbedingten Substanz – relative Substanzen gebe, die durch ihr Denkvermögen eine einstweilige Gewissheit bezüglich ihres eigenen Seins besäßen. Van Hattem erkenntnistheoretische Verfeinerung der Art und Weise, wie Spinoza Descartes’ Ontologie kritisierte, kann in die Voraussetzung interpretiert werden, dass jeder, der sich bemüht, Wissen über die unendliche Substanz Gottes zu erlangen, seinen Glauben an die Gewissheit der Urteilskräfte des endlichen Selbsts ablegen sollte und bestreiten sollte, dass die eigenen endlichen Eindrücke in irgendeiner Weise Wesentlichkeiten sind. Das Selbst muss van Hattem zufolge negiert werden, um das Absolute erfassen zu können.
Auf diese Weise versuchte van Hattem, ein vielfach kritisiertes Problem in Spinozas Ethica, ordine geometrico demonstrata zu lösen: die Validität der Behauptung, dass es möglich sei zu zeigen, wie der begrenzte Verstand den unendlichen (heiligen) Geist erfahren kann.

## Nachwirkung
Nach van Hattems Tod wurde seine Lehre von einigen getreuen Anhängern weiter verbreitet – zu nennen sind insbesondere seine ehemalige Haushälterin Dina Jans, die wegen ihres Glaubens aus Zierikzee verbannt wurde, Jacob Bril, Marinus Booms (Schuhmacher aus Middelburg) sowie der als Pastor in Schore wirkende Gosuinus van Buitendijk. Diejenigen, die mit seinen Ideen sympathisierten, sahen sich häufigen Verfolgungen und Drangsalierungen ausgesetzt. Als bekanntester Verfechter dieser religiösen Strömung gilt der Seefahrer und Forschungsreisende Jakob Roggeveen, der zwischen 1718 und 1723 van Hattems Schrift De val van ’s werelds afgod (de.: „Der Fall der Idole der Welt“) in vier Teilen publizierte. Der erste Teil wurde direkt von der Stadtverwaltung Middelburg konfisziert und verbrannt. Bereits am 29. März 1714 war es in derselben Stadt zur Verbrennung diverser Schriften van Hattems gekommen. Nachdem die ersten Schriften durch Roggeveen erschienen waren, fragte der Kirchenrat sogar bei den Generalstaaten nach stärkeren Maßnahmen, insbesondere auch gegen den Bürgermeister von Arnemuiden, wo Roggeveen Schutz gewährt wurde. In Middelburg agitierten insbesondere die Pastoren Carolus Tuynman, Jacobus Leydekker und Petrus Immens gegen van Hattems Lehre.
Im Laufe der Zeit verlor die Bewegung an Bedeutung, und in den 1740er Jahren zerstreute sie sich schließlich vollständig.